# Fairoaks Airport
Fairoaks Airport är en flygplats i Storbritannien.   Den ligger i grevskapet Surrey och riksdelen England, i den södra delen av landet, 40 km sydväst om huvudstaden London. Fairoaks Airport ligger 23 meter över havet.
Terrängen runt Fairoaks Airport är platt. Runt Fairoaks Airport är det tätbefolkat, med 493 invånare per kvadratkilometer. Närmaste större samhälle är Slough, 17,9 km norr om Fairoaks Airport. Omgivningarna runt Fairoaks Airport är en mosaik av jordbruksmark och naturlig växtlighet.